# Mohamed Ali Mahmoud
Mohamed Ali Mahmoud (em egípcio:  محمد علي علي محمود; data de nascimento e morte desconhecido) foi um ciclista olímpico egípcio. Mahmoud representou sua nação nos Jogos Olímpicos de Verão de 1924, em Paris.